# Odyssey Jones
Omari Jahi Palmer, meglio conosciuto con il ring name Odyssey Jones (Brooklyn, 17 maggio 1994), è un wrestler statunitense.

## Biografia
Tra il 2012 e il 2017 ha giocato a football americano nella squadra collegiale della Syracuse University.

## Carriera
Nell'ottobre del 2018 ha firmato un contratto con la World Wrestling Entertainment ed è stato inviato al Performance Center di Orlando (Florida) per ricevere ulteriore allenamento. Ha debuttato il 7 novembre 2019, durante un live-event di NXT, venendo sconfitto da Dexter Lumis; nei mesi successivi ha combattuto altri match nei live-event, ma ad aprile ha deciso di prendersi una pausa di oltre un anno. 
Ha fatto il suo debutto televisivo durante la puntata di 205 Live del 6 luglio 2021, sconfiggendo Grayson Waller; ad agosto ha preso parte al Breakout Tournament di NXT, eliminando Andre Chase ai quarti di finale e Trey Baxter in semifinale, ma perdendo la finale contro Carmelo Hayes.
Il 10 gennaio 2022, durante un match contro Saurav Gurjar, ha subìto un infortunio al ginocchio destro che lo ha costretto ad una pausa di circa nove mesi; ha fatto ritorno il 1° novembre seguente, sconfiggendo Javier Bernal. Nella puntata di NXT del 28 marzo 2023 ha preso parte ad una Battle Royal per determinare il primo sfidante al North American Championship di Wes Lee, ma è stato eliminato da Jinder Mahal.
Il 1º maggio 2023, per effetto della draft-lottery, è stato promosso nel roster di Raw; tuttavia il debutto nello show rosso è avvenuto oltre un anno dopo, durante la puntata del 6 agosto 2024, quando ha aiutato Kofi Kingston e Xavier Woods a sconfiggere gli Authors of Pain.
Il 3 settembre 2024 è stato licenziato dalla WWE per violenza domestica ai danni della compagna.

## Personaggio

### Mosse finali
- Diving splash
- Falling powerslam

### Soprannomi
- "Future Favorite"
- "O-Show"

### Musiche d'ingresso
- Sound the Alarm di Philip Jacobs
- Larger Than Life dei Def Rebel